# Шаль вязала
Шаль вязала (тат. Шәл бәйләдем, баш. Шәл бәйләнем) — татарская и башкирская народная песня, связанная с народным промыслом.

## История
Впервые записана композитором Султаном Габяши  и в 1935 году издана в сборнике «Башкирские народные песни». Варианты песни записаны Исмагиловым З. Г., Лебединским Л. Н., Сулеймановым Р. С. В 1943 году Ахметов Х. С. один из вариантов песни записал от Хажи Ахметова в д. Чингизово Баймакского района, впоследствии текст был опубликован в сборнике БНТ в 1954 и в 1974 годах, в сборнике БНП в 1954 году.  Распространённый хороводно-игровой такмак. Отличается троичной тактовой структурой напева. Лад — пентатоника мажорного наклонения. Припев (попевка из междометий) усиливает танцевальный характер песни. Поэтому нередко хореографы и танцоры используют эту мелодию в своем творчестве.

## Исполнители
Песню «Шәл бәйләнем» в своей опере «Айсылу» («Сакмар») использовал Мифтахов С. М., ее исполняет Хоровая капелла Республики Башкортостан, так же в свой репертуар внесли как башкирские — М. И. Галеева, Т. Х. Узянбаева, так и татарские — Альфия Афзалова, Алсу, Л. Муллаянова, Г.Хаертдинова, и другие исполнители.